# Нака, Юдзи
Юдзи Нака (яп. 中 裕司 Нака Ю:дзи, род. 17 сентября 1965, Осака, префектура Осака, Япония), также известный как YU2 и Muuu Yuji — японский геймдизайнер, программист. В прошлом был главой Sonic Team; на данный момент является главой Prope. Сайт IGN поставил Наку на 47 место в списке «Ста величайших создателей игр всех времён».

## Биография

### Ранняя жизнь
Нака научился программировать за счет опубликования в журналах кодов для видеоигр. Опыт побудил его изучить написания кодов во время средней школы. После окончания средней школы Нака решил пропустить университет и остаться в Осаке. В течение этого периода времени он много работал на различных низкооплачиваемых работах.

### Карьера
Первоначально хотел идти в компанию Namco, но так как на работу требовались люди с высшим образованием, Нака был принят в Sega в качестве помощника программиста. Приступил к работе над игрой Girl's Garden, которая принесла ему похвалу критиков и признательность. Но большую известность получил как программист первых игр серии Sonic the Hedgehog, а также как создатель игр Nights into Dreams…, Burning Rangers и Phantasy Star Online.
Нака также помогал создать популярную игру для EyeToy Sega Superstars. В Shadow the Hedgehog один из солдат G.U.N скажет фразу «Господин Юдзи Нака в порядке» (англ. Mister Yuji Naka is all right). Появляется в качестве камео в Virtua Striker 3 вместе с Соником, Тейлзом, Наклзом, Эми, Эггманом и Чао.
23 мая 2006 года, Нака основал независимую от Sonic Team и Sega Studio USA компанию Prope. Однако в 2012 году заявил, что он хочет вновь вернуться в Sega.
В январе 2018 перешел на работу в Square Enix. По его заявлениям, он не желает больше быть в Sega, так как там он не получает удовольствия от разработки игр. Однако после выхода игры Balan Wonderworld Нака заявил, что больше не работает в Square Enix, а также рассматривает возможность выхода на пенсию. В апреле 2022 года он объявил, что подал в суд на Square Enix после того, как его сняли с поста директора игры Balan Wonderworld за шесть месяцев до её выхода. Это произошло из-за разногласий по поводу стабильности игры.

### Обвинения в инсайдерской торговле
18 ноября 2022 года Нака был арестован полицией; прокуратура Токио предъявила ему обвинения в инсайдерской торговле. Согласно обвинению, Нака в нарушение закона Японии о финансовых инструментах и биржах купил акции компании Aiming на сумму 2,8 миллиона йен (около 20 тысяч долларов США), зная, что Aiming разрабатывает вместе со Square Enix мобильную игру Dragon Quest Tact — новую, не анонсированную на тот момент часть серии Dragon Quest. Помимо Наки, арестованы были ещё двое — другой сотрудник Square Enix и его знакомый. 7 декабря 2022 года Нака вновь был арестован уже по другому обвинению — на этот раз в покупке акций компании ATeam на сумму 144,7 миллионов йен (865 тысяч долларов США) перед тем, как была анонсирована игра Final Fantasy VII: The First Soldier. В марте 2023 года в суде Нака признал вину, согласившись с обвинением.

## Игры, в разработке которых принимал участие
| Название                                | Год       | Роль                                         | Примечание                                             |
| --------------------------------------- | --------- | -------------------------------------------- | ------------------------------------------------------ |
| Girl’s Garden                           | 1984      | Дизайнер, программист                        |                                                        |
| Space Harrier                           | 1985      | Ведущий программист                          | В титрах указан как Nitta Tai Yuji                     |
| Great Baseball                          | 1985      | Программист                                  |                                                        |
| F-16 Fighting Falcon                    | 1985      | Программист                                  |                                                        |
| Black Belt (Hokuto no Ken)              | 1986      | Программист                                  |                                                        |
| Out Run                                 | 1986      | Ведущий программист                          | Версия для Master System                               |
| Spy vs. Spy                             | 1986      | Ведущий программист                          |                                                        |
| Phantasy Star                           | 1987      | Главный программист                          | В титрах указан как Muuuu Yuji                         |
| Space Harrier 3D                        | 1988      | Особая благодарность                         | В титрах указан как Muuu Yuji                          |
| Super Thunder Blade                     | 1988      | Исполнительный продюсер, главный программист | В титрах указан как Muuuu Yuji                         |
| Phantasy Star II                        | 1989      | Продюсер, программист                        | В титрах указан как Muuuu Yuji                         |
| Ghouls'n Ghosts                         | 1989      | Ведущий программист                          | Версия для Sega Mega Drive                             |
| Phantasy Star III: Generations of Doom  | 1990      | Особая благодарность                         |                                                        |
| Sonic the Hedgehog                      | 1991      | Программист, менеджер по проекту             | В титрах указан как YU2                                |
| Sonic the Hedgehog 2                    | 1992      | Главный программист, менеджер по проекту     |                                                        |
| Sonic the Hedgehog Spinball             | 1993      | Благодарность                                |                                                        |
| Sonic the Hedgehog 3                    | 1994      | Продюсер, ведущий программист                |                                                        |
| Sonic & Knuckles                        | 1994      | Продюсер, ведущий программист                |                                                        |
| Nights into Dreams…                     | 1996      | Продюсер, программист                        |                                                        |
| Christmas Nights                        | 1996      | Продюсер, программист                        |                                                        |
| Sonic 3D                                | 1996      | Консультант                                  |                                                        |
| Sonic Jam                               | 1997      | Продюсер                                     |                                                        |
| Sonic R                                 | 1997      | Генеральный продюсер, супервайзер            |                                                        |
| Burning Rangers                         | 1998      | Продюсер                                     |                                                        |
| Sonic Adventure (DX: Director’s Cut)    | 1998/2003 | Продюсер                                     |                                                        |
| ChuChu Rocket!                          | 1999      | Продюсер, руководитель                       | Версия для Dreamcast                                   |
| Sonic the Hedgehog Pocket Adventure     | 1999      | Супервайзер, продюсер                        | В титрах указан как Y. Naka                            |
| Samba de Amigo                          | 2000      | Продюсер                                     |                                                        |
| Samba de Amigo Ver.2000                 | 2000      | Продюсер                                     |                                                        |
| Phantasy Star Online                    | 2000      | Продюсер                                     |                                                        |
| ChuChu Rocket!                          | 2001      | Продюсер, руководитель                       | Версия для Game Boy Advance                            |
| Sonic Adventure 2 (Battle)              | 2001/2002 | Продюсер                                     |                                                        |
| Phantasy Star Online Ver.2              | 2001      | Продюсер                                     |                                                        |
| Sonic Advance                           | 2001      | Продюсер                                     |                                                        |
| Sonic Mega Collection (Plus)            | 2002/2004 | Продюсер                                     |                                                        |
| Sonic Advance 2                         | 2002      | Продюсер                                     |                                                        |
| Phantasy Star Online Episode 1 & 2 Plus | 2003      | Продюсер                                     |                                                        |
| Sonic Pinball Party                     | 2003      | Продюсер                                     |                                                        |
| Billy Hatcher and the Giant Egg         | 2003      | Продюсер                                     |                                                        |
| Sonic Battle                            | 2003      | Продюсер                                     |                                                        |
| Sonic Heroes                            | 2003      | Продюсер                                     |                                                        |
| Sonic Advance 3                         | 2004      | Продюсер                                     |                                                        |
| Virtua Quest                            | 2004      | Особая благодарность                         |                                                        |
| Feel the Magic: XY/XX                   | 2004      | Главный продюсер                             |                                                        |
| Puyo Pop Fever                          | 2004      | Продюсер                                     | Версия для Game Boy Advance                            |
| Sakura Wars: So Long, My Love           | 2005      | Генеральный продюсер                         |                                                        |
| Sonic Gems Collection                   | 2005      | Главный продюсер                             |                                                        |
| Shadow the Hedgehog                     | 2005      | Продюсер                                     |                                                        |
| Sonic Rush                              | 2005      | Продюсер                                     |                                                        |
| The Rub Rabbits!                        | 2006      | Продюсер                                     |                                                        |
| Panzer Dragoon                          | 2006      | Исполнительный супервайзер                   | Как часть серии Sega Ages 2500 для PlayStation 2       |
| Sonic Riders                            | 2006      | Исполнительный продюсер                      |                                                        |
| Phantasy Star Universe                  | 2006      | Исполнительный продюсер                      |                                                        |
| Sonic the Hedgehog                      | 2006      | Оригинальный исполнительный продюсер         |                                                        |
| Mario & Sonic at the Olympic Games      | 2007      | Оригинальный исполнительный продюсер         |                                                        |
| Nights into Dreams…                     | 2008/2012 | Особая благодарность                         | Версии для PlayStation 2, PlayStation 3, Xbox 360 и PC |
| Let’s Tap                               | 2008      | Продюсер                                     |                                                        |
| Let’s Catch                             | 2008      | Продюсер                                     |                                                        |
| Ivy the Kiwi?                           | 2010      | Продюсер                                     |                                                        |
| Rodea the Sky Soldier                   | 2015      | Руководитель                                 |                                                        |
| StreetPass Fishing / Ultimate Angler    | 2015      | Продюсер                                     |                                                        |
| StreetPass Chef / Feed Mii              | 2016      | Продюсер                                     |                                                        |
| Legend of Coin                          | 2017      | Программист                                  |                                                        |
| Balan Wonderworld                       | 2021      | Директор игры                                |                                                        |

| Название                | Год       | Роль                    | Примечание |
| ----------------------- | --------- | ----------------------- | ---------- |
| «Соник Икс»             | 2003—2005 | Исполнительный продюсер |            |
| «Hi-sCoool! SeHa Girls» | 2014      | Актёр озвучивания       |            |